# جان فان دير وات
جان فان دير وات (بالهولندية: Jan van der Watt)‏ هو محرر وأستاذ جامعي هولندي، ولد في 5 نوفمبر 1952.